# Potassa
Potassa is een plaats (frazione) in de centraal-Italiaanse gemeente Gavorrano, Toscane. Ten tijde van de volkstelling van 2001 had het dorp 160 inwoners.

## Geografie
Potas ligt ongeveer 30 km van Grossetto en 7 km van Gavorrano. Het ligt in een vlakte aan de voet van de heuvels Monte Calvo en Poggio Moscatello.

## Geschiedenis
Het dorp werd gesticht in de 19e eeuw langs het station als een industrieel centrum gerelateerd aan de mijnen van Gavorrano, waar kaliumcarbonaat werd gewonnen (potassa in het Italiaans).

## Vervoer
Het dorp ligt langs de Via Aurelia snelweg die Rome met de Toscaanse kust verbindt. Het dorp kan eveneens bereikt worden per trein via de Tirrenica spoorlijn, waaraan het dorp ook een station heeft. Dit doet dienst als het hoofdstation voor de hele gemeente Gavorrano, en staat om die reden ook bekend als Gavorrano Scalo (Scalo betekent station in het Italiaans).